# Tsarafidynia bicolor
Tsarafidynia bicolor là một loài bướm đêm thuộc phân họ Arctiinae, họ Erebidae.